# Adeodato Giovanni Piazza
Adeodato Giovanni Piazza, O.C.D. (Vigo di Cadore, 30 de septiembre de 1884 – Roma, 30 de noviembre de 1957) fue un cardenal y arzobispo católico italiano.

## Biografía

### Ministerio sacerdotal
Nacido en Vigo di Cadore el 30 de septiembre de 1884 y fue bautizado con el nombre de Giovanni.
Entró pronto a la Orden de los Carmelitas Descalzos, el 7 de agosto de 1907 hizo sus votos solemnes en Venecia tomando el nombre de Adeodato di San Giuseppe y, al año siguiente, el 19 de diciembre de 1908, recibió de las manos del cardenal Aristide Cavallari la ordenación sacerdotal.
Fue profesor de filosofía y teología y, durante la Primera Guerra Mundial, capellán militar.
De 1923 a 1929 fue secretario general de los Carmelitas Descalzos, procurador general y consultor de la Congregación de los religiosos.

### Arzobispo de Benevento
Por nombramiento personal de Pío XI, que fue muy estimado, fue elegido arzobispo de Benevento el 29 de enero de 1930, cargo que ocupó por cinco años hasta 1935. Fue consagrado obispo el 24 de febrero de 1930 por el cardenal Basilio Pompilj.

### Patriarca de Venecia
El papa Pío XI lo elevó al rango de cardenal presbítero en el consistorio del 13 de diciembre de 1937, cuando el mismo Papa, Pío XI, lo había elegido patriarca de Venecia el 16 de diciembre de 1935. En 1938 publicó una carta pastoral en la que justificaba la legislación antisemita italiana, afirmando entre otras cosas: "Son los mismos judíos, con sus comportamientos, que en cada tiempo y en cada lugar provocan estas reacciones".
Hombre de carácter decidido, durante la Segunda Guerra Mundial consiguió que grandes cantidades de alimentos llegaran a la ciudad; junto a mons. Olivotti inició una obra de asistencia para millares de niños que necesitasen de atención y en los meses más difíciles se trabajó en los altos mandos para que Venecia fuese declarada ciudad abierta. En una carta al cardenal Rossi del 6 de diciembre de 1943 sobre la cuestión de los judíos venecianos escribió: "En particular preocupación son los bautizados declarados ya o que serán declarados en base a la nueva ley, de raza judía. Estoy seguro que el Santa Sede hará todo lo posible para salvar a estos infeliz, cuya suerte no puede no preocupar la Iglesia. De parte mía, mencioné el doloroso problema sugiriendo moderación, al cónsul general de Alemania residente en Venecia venido a hacerme una visita privada".
En el mismo mes logró convencer a Hermann Goering de no inundar el territorio del bajo Piave, acción que habría exigido el desalojo de 30000 habitantes. El 2 de abril de 1945 fue el propio padre Giulio Mappelli, encargado por el cardenal, en acompañar a los miembros del CLN al comando alemán donde fue alcanzado el acuerdo de abandonar Venecia por parte de las tropas de ocupación. Denunció, con el obispo de Trieste y el de Capodistria Antonio Santin, las barbaries del periodo inmediato de la posguerra que ocurrieron en territorio juliano, istriano y dálmata.

### Curia Romana
El 1 de octubre de 1948 el papa Pío XII lo nombró secretario de la Sagrada congregación consistorial, y por tanto cardenal obispo el 14 de marzo de 1949.
De 1953 a 1954 fue presidente de la Conferencia Episcopal Italiana.
Murió el 30 de noviembre de 1957 a la edad de 73 años, siendo enterrado en la Basílica de Santa Teresa de Ávila en Roma.

## Otros proyectos
- Wikimedia Commons alberga una categoría multimedia sobre Adeodato Giovanni Piazza.